# 吉米縣
5°33′11″S 144°34′34″E / 5.553°S 144.576°E
吉米縣（英語：Jimi District），是巴布亞新畿內亞的縣份之一，位於新畿內亞島東部，由吉瓦卡省負責管轄，首府設於塔比布加，面積1,970平方公里，2011年人口71,379，人口密度每平方公里36人。